# Amsactarctia venusta
Amsactarctia venusta là một loài bướm đêm thuộc phân họ Arctiinae, họ Erebidae.